# Nightmare in the Dark
Nightmare in the Dark (ナイトメア・イン・ザ･ダーク?, Naitomea in za Dāku) è un videogioco platform arcade per il Neo Geo, il quale non ebbe alcun porting sulle console appartenenti a cotale brand SNK. Venne sviluppato congiuntamente da tre piccole compagnie giapponesi, Eleven, Gavaking ed AM Factory, e pubblicato nel 2000 dalla stessa SNK.

## Trama
Nell'Europa medioevale, quando la gente ancora credeva alla stregoneria, su una remota regione vi è situato un piccolo villaggio rurale senza nome, dove in un angolo del cimitero risiede il custode necroforo. Egli gode di una vita calma e solitaria tenendosi alla larga dagli abitanti del luogo per via del suo aspetto terrificante. Una sera scopre della misteriosa profanazione di tombe. Deciso più che mai ad acciuffare e a occuparsi di persona dei responsabili, tutte le notti verso mezzanotte a insaputa degli stessi abitanti va in perlustrazione.

## Modalità di gioco
Nightmare in the Dark è un clone in tutto e per tutto di Snow Bros. della Toaplan, a sua volta ispirato a Bubble Bobble di Taito, in cui prevede di controllare il necroforo protagonista. Il giocatore gli ripulisce l'area di gioco da orde infestanti di zombi, mummie, scheletri e fantasmi attaccandoli con le fiamme, generate e scagliate dalla lanterna che lui porta in mano e agita muovendo il braccio, bruciandoli in modo da paralizzarli e diventare conseguentemente palle di fuoco.
Una palla infuocata poi la si prende e la si lancia contro di essi, la quale rotola e scende anche lungo i ripiani a piattaforme attraverso degli spazi liberi, così da centrarne altri e moltiplicare ancora più il proprio punteggio. Quando alla fine esplode schiantandosi sui muri laterali fa ottenere oggetti come uno dei tre utili power-up a pozione, ma pure il malus del cranio, che invece annulla a caso gli effetti delle pozioni stesse. A seconda di quanti nemici vengono uccisi dalle palle, questi rilasciano dei diamanti in tre dimensioni che assegnano punti variabili.
Venticinque è il numero totale dei livelli, suddivisi in cinque principali da cinque stage ciascuno, ove al quinto di questi ultimi vi si affronta uno dei boss presenti. Il tempo indicato sul timer è di 60 secondi in quelli normali, 99 invece nelle fasi del boss; quando il conto alla rovescia giunge a 0 appare l'invincibile Jack-o'-lantern.
Infine nel titolo sono introdotti punti vita al posto di guadagnabili vite, infatti, un punto sui tre a disposizione del giocatore si ripristina mangiando della carne (una volta esauriti viene inserito un nuovo credito per continuare la partita, altrimenti finisce).

## Accoglienza
La rivista italiana RetroMagazine elogia per Nightmare in the Dark le sue riuscite atmosfere horror, la musica e gli effetti sonori, però tuttavia, riguardo al gameplay constatò che non offre nulla di innovativo per il semplice fatto di essere un autentico clone del succitato Snow Bros.